# Веронезе, Санте
Санте Веронезе (итал. Sante Veronese; 12 июля 1684, Венеция, Венецианская республика — 1 февраля 1767, Падуя, Венецианская республика) — итальянский кардинал и доктор обоих прав. Епископ Падуи с 11 сентября 1758 по 1 февраля 1767. Кардинал-священник с 24 сентября 1759.